# La Creazione
La Creazione (in tedesco: Die Schöpfung) è un oratorio in tedesco di Franz Joseph Haydn (Hob. XXI:2), su libretto di Gottfried van Swieten. Composto tra il 1796 e il 1798, presenta come tema la Creazione del Mondo come viene raccontato nei libri della Genesi, dei Salmi e nel poema Paradiso perduto di John Milton.

## Composizione e prima rappresentazione
Joseph Haydn fu stimolato  nella composizione di un grande oratorio durante i suoi viaggi in Inghilterra del 1791-2 e 1794-5, dove ebbe occasione di sentire gli oratori di Georg Friedrich Händel. È probabile che egli volesse tentare di ottenere, attraverso l'uso del linguaggio musicale del maturo classicismo viennese, un importante risultato.
Il lavoro sull'oratorio durò dall'ottobre del 1796 all'aprile del 1798. Haydn trovò come suo tema d'ispirazione e come suo proprio messaggio. Egli lavorò al progetto sino allo sfinimento e dopo la prima rappresentazione s'ammalò realmente per lungo tempo.
La Creazione fu eseguita per la prima volta a Vienna nel Palazzo Schwarzenberg il 29 aprile 1798 con Antonio Salieri al clavicembalo per un pubblico privato, composto da nobili, dai quali fu commissionata, e dai loro ospiti. L'oratorio fu successivamente messo in scena per la prima volta al pubblico il 19 marzo 1799 al Teatro di Porta Carinzia di Vienna. Questa première ebbe un grandioso successo e la composizione fu ripresa frequentemente durante i restanti anni di vita di Haydn. La composizione della prima apparizione della luce diventò una sensazione alla prima pubblica. Un amico di Haydn scrisse:
"Nel momento in cui la luce apparve per la prima volta, si potrebbe dire che raggi sparavano dagli occhi luminosi del compositore. L'incanto dei viennesi elettrificati era così generale che l'orchestra non poteva continuare a suonare per qualche minuto."
Nel 1800 ebbe la prima nel Teatro Nazionale di Praga e nel Monastero di Strahov di Praga.
Seguì una traduzione del testo in inglese, la quale prima rappresentazione ebbe luogo al Royal Opera House, Covent Garden di Londra nel 1800 e, successivamente, dopo che i compositori furono autorizzati alla traduzione, in tutta Europa. 
Sempre nello stesso anno ebbe la prima a Parigi, nel 1801 all'Opera reale svedese, nel 1803 nel Teatro degli Stati di Praga e nel 1808 al Conservatorio Giovanni Battista Martini di Bologna diretta da Gioachino Rossini.
Nel 1821 ebbe la prima al Teatro Nuovo (Napoli) come La creazione del mondo diretta da Rossini con Andrea Nozzari, Giovanni Battista Rubini e Michele Benedetti (basso), nel 1836 a Manchester come The Creation con Maria Malibran, nel 1846 ad Aquisgrana diretta da Felix Mendelssohn con Jenny Lind, nel 1932 nel Duomo di Salisburgo e nel Teatro Comunale di Firenze con Giovanni Voyer, nel 1949 nell'Università di Salisburgo e nel 1965 al Festival di Salisburgo diretta da Herbert von Karajan con Gundula Janowitz, Fritz Wunderlich e Hermann Prey.
Nel 1996 va in scena al Ravenna Festival diretta da Roger Norrington con Robert Lloyd e l'Orchestra of the Age of Enlightenment.
Una nuova rielaborazione per tre voci soliste, coro e orchestra d'ottoni fu allestita per la prima volta il 19 luglio 2006 alla fine del Festival Thurn und Taxi di Ratisbona e all'esecutivo della rappresentazione parteciparono il coro di voci bianche Regensburger Domspatzen così come la Swiss Army Brass Band.
Nel 2015 viene eseguita dal Coro e Orchestra dell'Accademia Nazionale di Santa Cecilia all'Auditorium Parco della Musica di Roma per il Giubileo straordinario della misericordia trasmessa da Rai 5.
Una tipica rappresentazione de La Creazione dura un'ora e 45 minuti.

## Testo
Il testo de La Creazione ha un lungo antefatto. Le tre fonti sono i libri della Genesi, dei Salmi e il poema Paradiso perduto di John Milton. Questo materiale fu precedentemente impostato dallo sconosciuto Lidley (o Linley) in un libretto d'oratorio, il quale era stato originariamente pensato per essere musicato da Händel, sebbene questi non avesse mai provveduto a tale opera. Johann Peter Salomon, ospite di Haydn in Inghilterra, passò a quest'ultimo una copia del testo di Lidley. Quando Haydn tornò a Vienna, lo consegnò al suo amico e protettore barone Gottfried van Swieten, il quale lo tradusse in tedesco, mentre la versione messa in musica da Haydn venne poi ritradotta in inglese. Il lavoro venne comunque pubblicato nel 1800 in versione bilingue (tedesco e inglese) e ancora oggi viene dato in ambedue le lingue.
Van Swieten era evidentemente non molto esperto dell'idioma inglese, tant'è che tale versione fu motivo di critica e oggetto di diversi tentativi di miglioramento. In realtà fu la reversione ad essere prodotta in modo tanto maldestro.

## Musica
La Creazione fu composta per tre  voci soliste (soprano, tenore e basso), coro a quattro voci (soprani, contralti, tenori e bassi) e una grande orchestra tardoclassica, comprendente: 3 flauti, 2 oboi, 2 clarinetti, 2 fagotti, controfagotto, 2 corni, 2 trombe, 3 tromboni, timpani, e gli usuali strumenti ad arco, composti da violino, viola, violoncello e contrabbasso. I recitativi secchi vennero assegnati al clavicembalo o al fortepiano.
Ci sono pochi dubbi che Haydn desiderasse ottenere alti volumi di sonorità (relativamente agli standard del suo tempo). Tra la prima rappresentazione privata e quella pubblica Haydn inserì ulteriori parti strumentali in questo lavoro. Alla première pubblica vennero impiegati ben 120 strumentisti e 60 cantanti.
I tre solisti rappresentano arcangeli, i quali raccontano e commentano i sei giorni della Creazione: Gabriele (soprano), Uriel (tenore) e Raffaele (basso). Nella terza parte il ruolo di Adamo come di consueto, seguendo la prassi di Haydn, viene ricoperto dal solista che canta la parte dell'Arcangelo Raffaele, mentre Eva spetta al solista che canta nel ruolo dell'Arcangelo Gabriele. Tuttavia alcuni direttori affidano i cinque ruoli a cinque cantanti diversi.
Inoltre ne La Creazione vi è un passaggio per un/una solista contralto, il/la quale però canta solamente nel coro finale.
Il coro è impiegato in una serie di monumentali passaggi corali, dei quali alcuni celebrano la fine dei sei giorni della Creazione. L'orchestra suona frequentemente senza accompagnamento del canto, principalmente negli episodi musicalmente descrittivi: il sorgere del sole, la creazione di diversi animali e naturalmente nell'ouverture, dove sta la famosa descrizione del caos che precede la Creazione.

## Discografia
- Creazione, Karajan/Janowitz/Ludwig/Berry - 1966 Deutsche Grammophon
- Creazione, Hogwood/Kirkby/Rolfe-Johnson - 1990 Decca